# Route nationale 7 (Madagaskar)
Route nationale 7 – droga krajowa na Madagaskarze. Położona jest na terenie regionów Analamanga, Ihorombe, Vakinankaratra, Amoron'i Mania, Haute Matsiatra oraz Atsimo-Andrefana. Droga utwardzona, w dobrym stanie.

## Przebieg
Droga zaczyna się w Antananarywie, gdzie krzyżuje się z drogą N1. 
Przebieg z północy na południe:
- Antananarywa
- Ambatolampy
- Antsirabe (skrzyżowanie z RN34 do Miandrivazo i Malaimbandy)
- Ambositra (skrzyżowanie z RN35 do Malaimbandy i Morondava)
- Ambohimahasoa (skrzyżowanie z RN25 do Mananjary)
- Fianarantsoa (Park Narodowy Ranomafana)
- Ambalavao (Park Narodowy Andringitra)
- Zazafotsy
- Ihosy (skrzyżowanie RN27 do Farafangana)
- Ihosy (skrzyżowanie RN13 do Betroka i Tôlanaro)
- Caves of Andranomilitry (10 km od Ihosy)
- Ranohira (Park Narodowy Isalo)
- Ilakaka
- Sakaraha (Park Narodowy Zombitse-Vohibasia)
- Andranovory (skrzyżowanie RN10 do Ampanihy i Ambovombe)
- Toliara

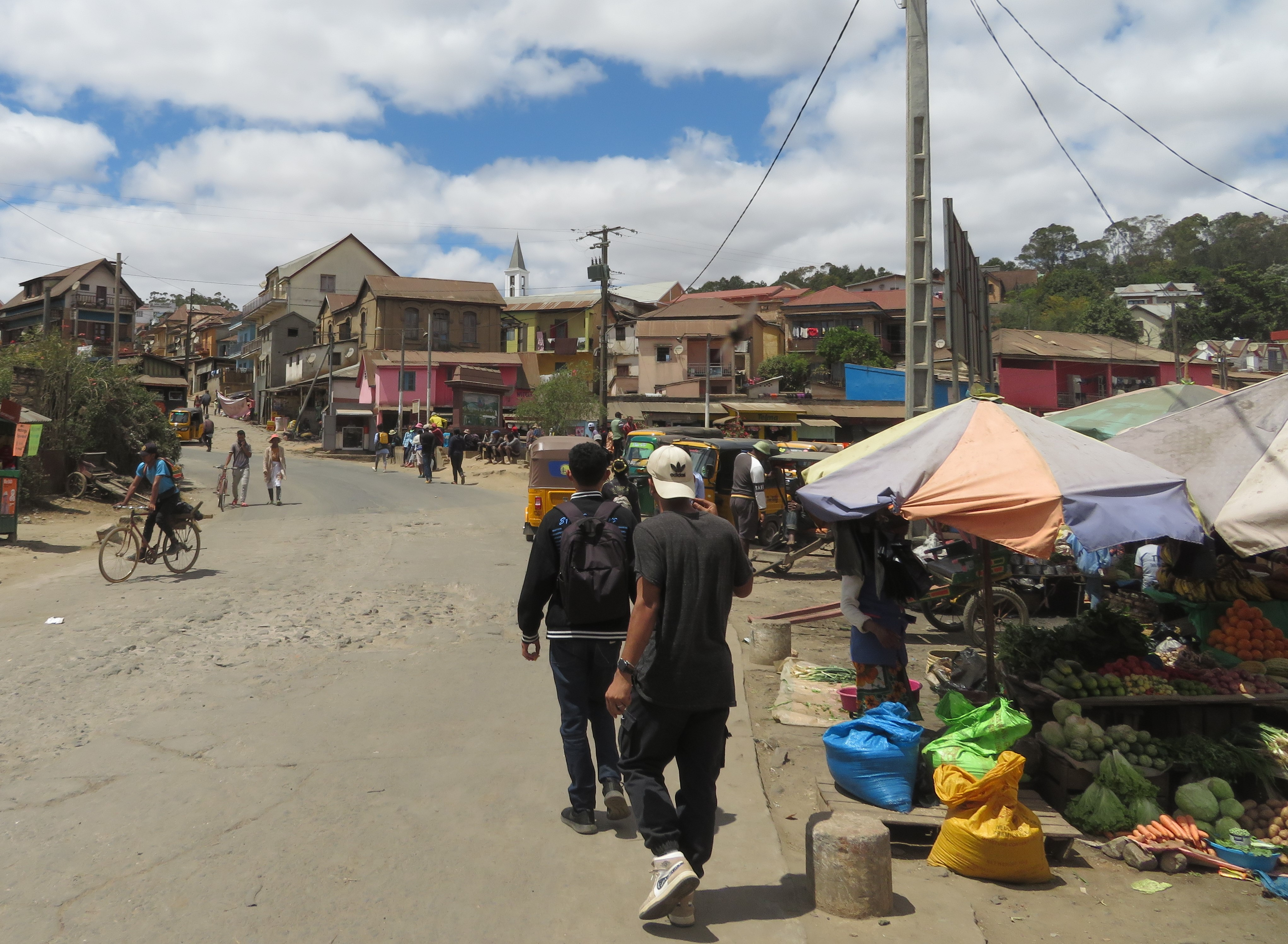
Ambatolampy
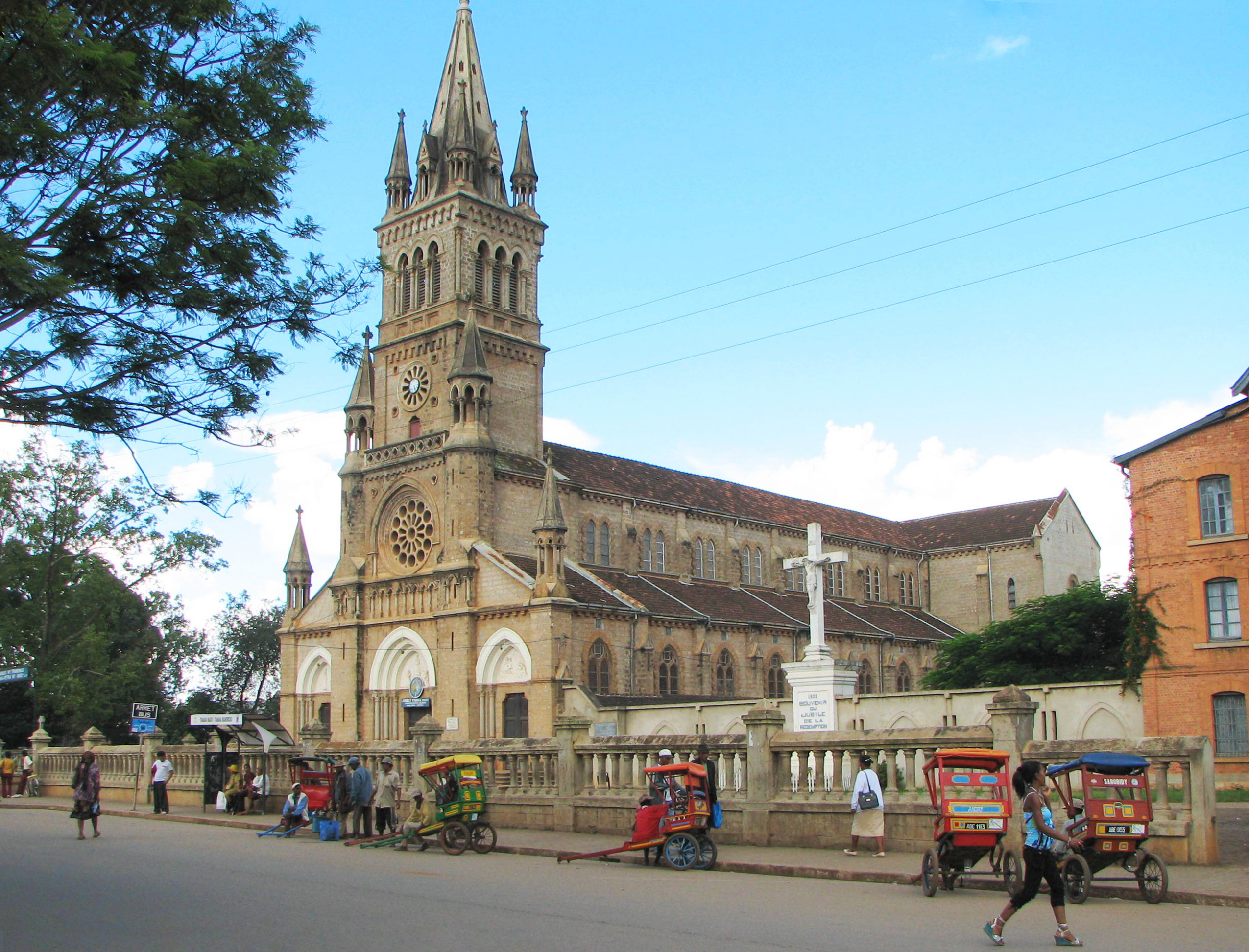
Antsirabe
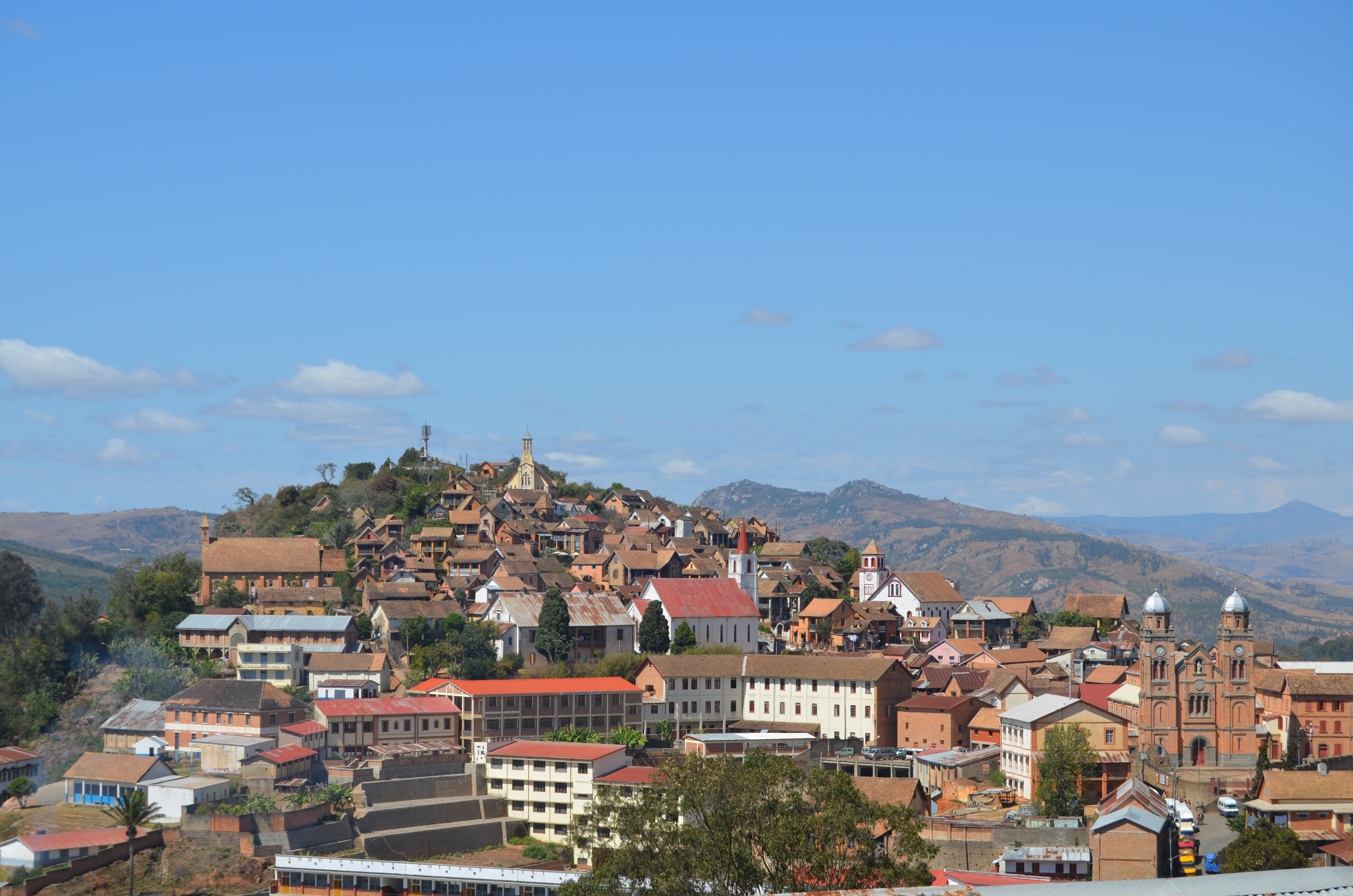
Fianarantsoa
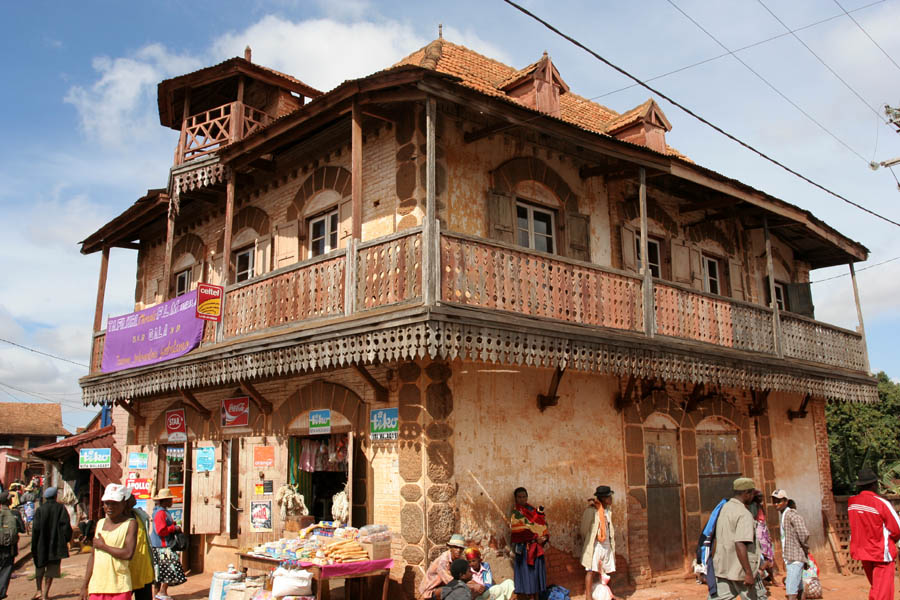
Ambalavao
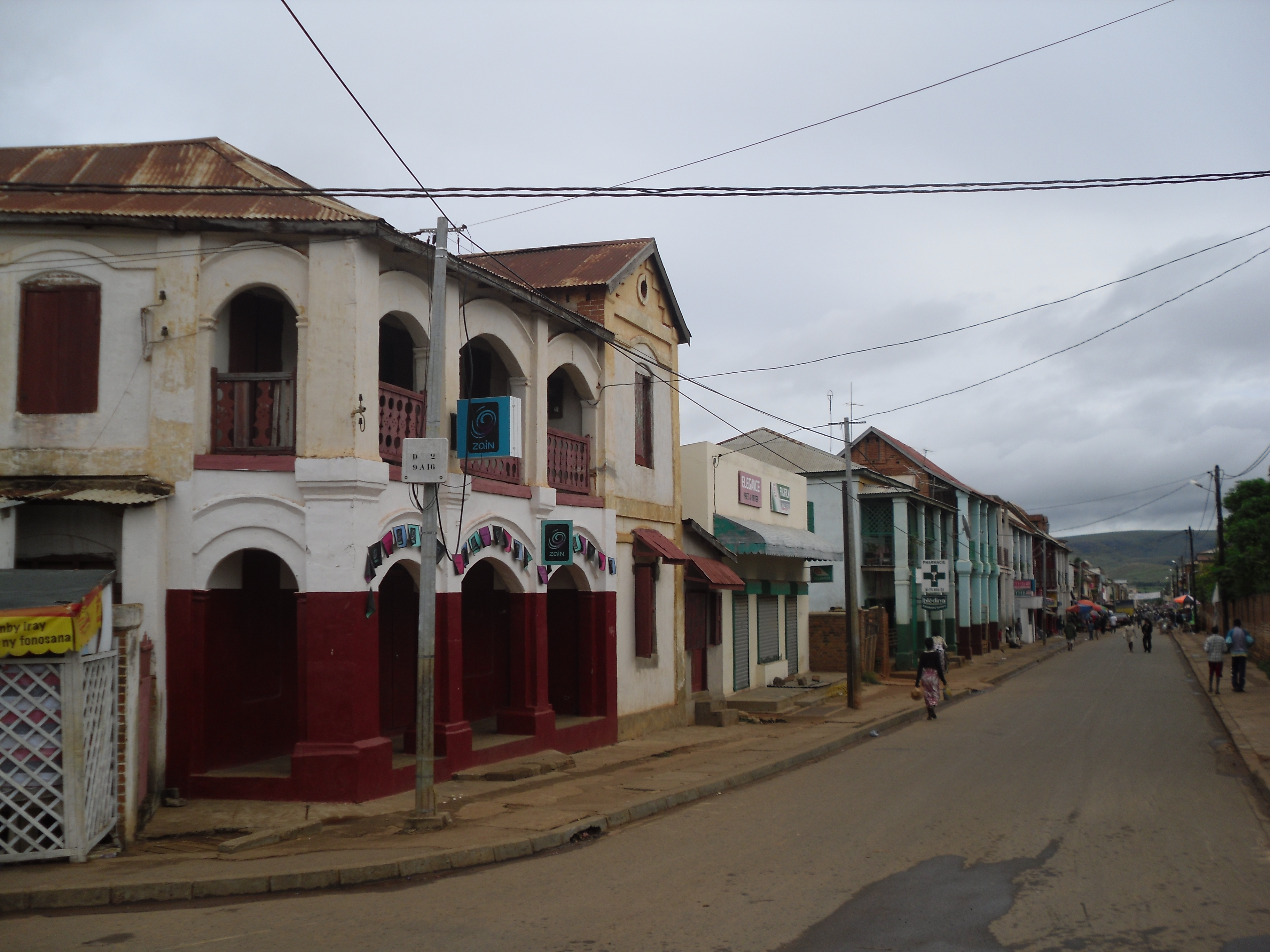
Ihosy
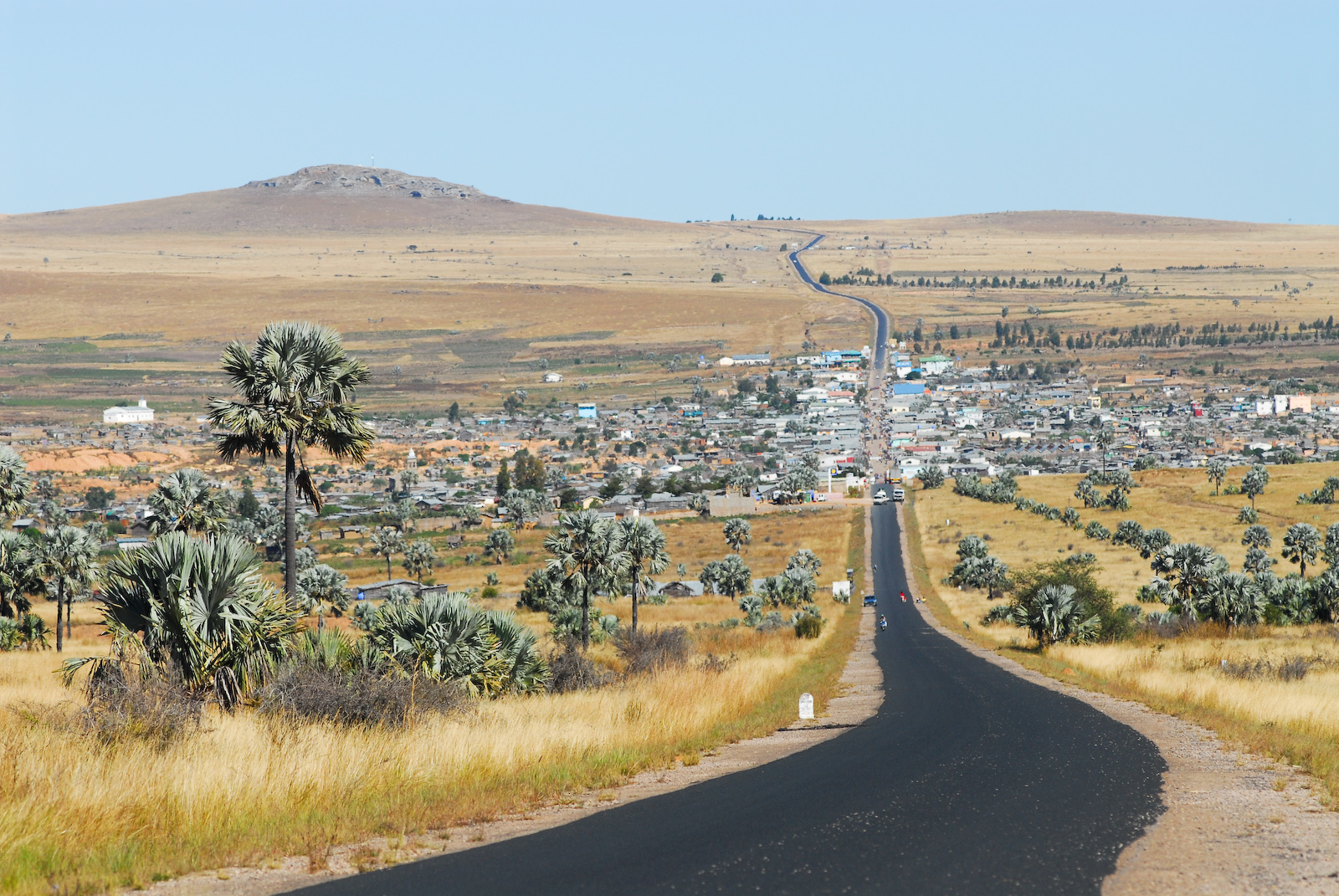
crossing Ilakaka